# Steven Mnuchin
Steven Terner Mnuchin (sinh ngày 21 tháng 12 năm 1962) là một nhà hoạt động chính trị và ngân hàng đầu tư người Mỹ, là Bộ trưởng Ngân khố Hoa Kỳ thứ 77. Trước đây, Mnuchin từng là một nhà quản lý và đầu tư quỹ phòng hộ